# وینی مور
وینی مور (به انگلیسی: Vinnie Moore) متولد ۱۴ آوریل ۱۹۶۴ در دلاویر آمریکا است. او نوازنده گیتار گروه هارد راک انگلیسی یوفو است.
او به همراه اینگوی مالمستین و تونی مک آلپین از جمله نوازندگان تاثیرگذار در میانه دههٔ ۸۰ میلادی است. سایت کریپ نویز نام وینی را در فهرست ده نوازنده برتر تاریخ گیتار قرار داده است.

## زندگینامه
مور زندگی حرفه‌ای خود در موسیقی را از سن ۱۲ سالگی آغاز کرد و در بارها و کلاب‌ها به نواختن می‌پرداخت تا زمانی که مدیر عامل شرپنل، مایک وارنی به استعداد اعجاب‌آور او پی برد. مور اولین آلبوم سولو خود را با نام Mind's Eye در سال ۱۹۸۶ با همکاری شرکت شرپنل رکردز ضبط کرد. در این آلبوم تونی مک آلپین در نقش نوازنده کیبورد ظاهر شد. این آلبوم موفق شد جوایز گوناگونی از مجله‌های مختلف گیتار را از آن خود کند و به رکورد فروش صد هزار نسخه‌ای دست بیابد. پس از آن مور با گروه هوی متال Vicious Rumors در ضبط نخستین آلبوم آنها یعنی Soldiers of the Night همکاری کرد. در آن آلبوم او نوازندگی لید گیتار را بر عهده داشت. او در سال‌های آغازین دههٔ ۹۰ میلادی به‌همراه استیو وی، جو ستریانی و اسلش به گروه هارد راک آلیس کوپر پیوست و در ضبط آلبوم Hey Stoopid با آن‌ها همکاری کرد.

## آلبوم‌ها
- Mind's Eye (۱۹۸۶)
- Time Odyssey (۱۹۸۸)
- Meltdown (۱۹۹۱)
- Out of Nowhere (۱۹۹۶)
- The Maze (۱۹۹۹)
- Live! (۲۰۰۰)
- Defying Gravity (۲۰۰۱)
- Vinnie Moore Collection: The Shrapnel Years (۲۰۰۶)
- To The Core (۲۰۰۹)